# Jacob Feif
Jacob Feif var en svensk handelsman och politiker.

## Biografi
Jacob Feif arbetade som handelsman i Stockholm och var riksdagsledamot för borgarståndet i Stockholms stad vid riksdagen 1726–1727.